# 野里惇貴
野里 惇貴（のざと　じゅんき、1994年10月3日 - ）は、日本の男子プロバスケットボール選手である。身長180cmで、ポジションはシューティングガード。
青森県八戸市出身。八戸学院大学4年生だった2016年12月、Bリーグの特別指定選手制度によって青森ワッツに入団、初戦となった2016年12月24日のアースフレンズ東京Z戦では25分間出場し11得点を挙げる。 
特別指定選手制度での活動を終え、2017-18シーズンからは通常の選手契約となる。2017-18シーズンは49試合に出場、2018-19シーズンには37試合に出場した。
2020-21シーズンも青森に所属し40試合に出場したが、シーズン終了後、青森は野里を自由交渉選手として公示した。
2021-2023までシーズン青森に所属。2023-2024シーズンは青森ワッツネクストへ。